# John Marston (schrijver)
John Marston (Coventry, ca. 1575 - Londen, 25 juni 1634) was een Engels satirisch dichter en toneelschrijver ten tijde van Elizabeth I en Jacobus I.
Marston was de zoon van een Engelse jurist en had een Italiaanse moeder. Hij studeerde in 1594 af in Oxford en leek in zijn vaders voetsporen te treden toen hij aan de Middle Temple in Londen een rechtenstudie begon. Na zijn vaders dood koos hij echter voor het schrijverschap. In 1598 verschenen van zijn hand de satirische werken The Metamorphosis of Pigmalian's Image en The Scourge of Villanie, onder het pseudoniem W. Kinsayder.
Volgens de aantekeningen van theatermanager Philip Henslowe werkte Marston in september 1599 als toneelschrijver voor het jongensgezelschap Children of Paul's. In 1601 bewerkte hij een stuk van een onbekende schrijver, Histriomastix, dat aanleiding was tot een strijd tussen hem, Ben Jonson en Thomas Dekker. Jonson antwoordde met The Poetaster, waarop Marston en Dekker weer reageerden met Satiromastix (1601) en  What You Will (1601, gepubliceerd in 1607). De ruzie werd overigens bijgelegd  en Marston en Jonson  werkten met George Chapman samen aan Westward Hoe.
Marstons eerst eigen toneelstuk was Antonio and Mellida. Een vervolg hierop was Antonio's Revenge (1602). The Malcontent (1604), met John Webster, was een komedie, opgedragen aan Ben Jonson. The Dutch Courtesan (1605) was eveneens een komedie, evenals The Parasitaster (1606).
Sophonisba, eveneens uit 1606, was een tragedie. Zijn laatste stuk, The Insatiate Countess, een tragedie, werd gepubliceerd in 1613.
In 1608 werd Marston om onbekende redenen ingesloten in de gevangenis van Newgate. Hierna keerde hij zich af van het theater en werd geestelijke. In december 1609 werd hij priester en in 1616 werkte hij als zodanig in Christchurch. In 1619 trouwde hij met Mary Wilkes, dochter van een kapelaan van Jacobus I.
Hij werd begraven in de Middle Temple Church in Londen.